# العلاقات البولندية الروسية
العلاقات البولندية الروسية هي العلاقات الثنائية التي تجمع بين بولندا وروسيا.

## التاريخ

### بولندا وروسيا القديمة
من أوائل الأحداث المعروفة في التاريخ الروسي البولندي يعود إلى عام 981، عندما استولى أمير كييف الكبير، فلاديمير سفياتوسلافيتش، على مدن شيرفن من دوقية بولندا. كانت العلاقة بين الاثنين في ذلك الوقت وثيقة وودية في معظمها إذ لم تكن هناك حروب خطيرة بين كليهما.
في عام 966، قَبِلت بولندا دخول الديانة المسيحية من روما في حين أن كييف روس سلف روسيا وأوكرانيا وبيلاروس - كانت القسطنطينية. في عام 1054، قسّم الانقسام المسيحي الداخلي الكنيسة رسميّا إلى الفرعين الكاثوليكي والأرثوذكسي الذي يفصل بين البولنديين والسلاف الشرقيين.
في عام 1018، قام سفياتوبولك فلاديميروفيتش الأول، الذي هرب من كييف، باللجوءوطلب الحصول على المساعدة من الملك البولندي بوليسلاف الأول شروبري الذي هزم ياروسلاف الحكيم في معركة النهر. وقد توّجت حملة بوليسلاف الأول في كييف بأسر المدينة، لكنه بدلًا من نقل السلطة إلى سفياتوبولك، بدأ الحكم في المدينة بنفسه. وردًا على ذلك، أثار شعب كييف انتفاضة التي آلت إلى بأن يقوموا «بضرب البولنديينض. هرب بوليسلاف مع الخزينة، وأخذ أيضًا أخوات ياروسلاف الحكيم معه. تم استعادة مدن شيرفن إلى بولندا حتى تم غزوها مرة أخرى من قِبَل ياروسلاف الحكيم وشقيقه مسيسلاف الشجاع في 1030-1031.
حدثت قصة مماثلة في عام 1069، عندما هرب الدوق الأكبر إيزياسلاف الأول إلى بولندا إلى ابن أخيه بولسلاف الثاني الشجاع، وبعد أن قام برحلة إلى كييف، تدخل في نزاع أسرة من كييف روس لصالح إيزياسلاف. وفقًا للأسطورة، تم سنّ سيف أثري يلقب باسم شتيربييتس، والذي استُخدم أثناء تتويج الملوك البولنديين، عندما ضرب بوليسلاف الأول أو بوليسلاف الثاني على البوابة الذهبية في كييف. لا يمكن تصديق هذه القصة تمامًا بسبب حقيقة أن البوابة الذهبية كانت ق بُنيت في عام 1030، وأما بالنسبة للقصة الثانية فهي غير مؤكدة أيضًا بعد الاطلاع على نتائج الكربون لتحديد تاريخ السيف، والذي، على ما يبدو، أنه تم صنعه في وقت مبكر من النصف الثاني من القرن الثاني عشر.
في الوقت نفسه، شهدت كييف روس وبولندا أيضًا فترات طويلة من التعايش السلمي بينهما (على سبيل المثال، أثناء حياة فلاديمير بعد عام 981) إلى جانب التحالفات العسكرية. وهكذا، عقد الملك البولندي، كازيميريز الأول، تحالفًا مع ياروسلاف الحكيم في عام 1042، إذ تزوج الأول من شقيقة الدوقة الكبرى ماريا دوبرونيغ. في عام 1074 ، وفقا للوقائع، تم توقيع السلام مع بوليسلاف الثاني في سوتيسك من قبل أمير سمولينسك فلاديمير مونوماخ، وفي عام 1076 جاء مع أمير فولينيا أوليج سفياتوسلافيتش لمساعدة البولنديين في حملة عسكرية ضد التشيك. عقد الأمير الأكبر في كييف، سفياتوبولك ازياسلافيتش، معاهدة السلام مع الملك البولندي بوليسلاف الثالث ريموث، الذي تزوج في عام 1103 من ابنة سفياتوبولك سبسلاف؛ وعندما اندلع صراع في بولندا بين بوليسلاف الثالث وشقيقه زبيغنيو، قامت قوات كييف روس بمساعدة الملك وأجبرت زبيغنيو على الاعتراف بسلطة أخيه.
على غرار المؤسسات التي نشأت عن تفكك كييف روس، شهدت بولندا عدة غزوات للمنغول في القرن الثالث عشر، ومع ذلك، على الرغم من الدمار الذي أُلحِق بالمنطقة، لم يتم تأسيس أراضي المنغول الزراعية، التي وفرت لبولندا بعد ذلك ميزة في تطوير التجارة والثقافة والعلاقات العامة. في عام 1340، توفي فلاديمير لفوفيتش، آخر وريث غاليسي لأسرة روريك، وبعد ذلك ورث كازيميريز الثالث الأعظم الإمارة الغاليرية وضمّها إلى مملكة بولندا.

### موسكوفيا والإمبراطورية الروسية
كانت العلاقات بين بولندا وروسيا الموسكوفية متوترة، لأن دوقية ليتوانيا الكبرى اليائسة بشكل متزايد ورطت مملكة بولندا في حرب ضد موسكوفيا في حوالي القرن السادس عشر. كتب المؤرخ البولندي أندريه نواك، أنه كانت هناك اتصالات بين البولنديين والروس قبل ذلك، إذ كان الاتحاد البولندي مع ليتوانيا هو الذي جلب بولندا الكاثوليكية الموالية للغرب وروسيا الأرثوذكسية إلى علاقة حقيقية ومستمرة مع كلتا الدولتين المنخرطتين في «المنافسة على الغلبة السياسية والاستراتيجية والحضارية في أوروبا الوسطى والشرقية». في حين كانت هناك محاولات من حين لآخر لخلق تحالف بين الكومنولث البولندي الليتواني الجديد ودوقية موسكو الكبرى (بما في ذلك عدة محاولات لانتخاب التسار الموسكوفيت لعرش بولندا وإنشاء الكومنولث البولندي الليتواني الموسكوفي)، التي فشلت جميعها. وبدلًا من ذلك، اندلعت عدة حروب. وعلى نحو ملحوظ، أثناء الحرب البولندية الروسية (1605-18)، استغلت بولندا الدولة الضعيفة سياسيًا في موسكو بسبب الحرب الأهلية واستولت القوات البولندية على موسكو - وهو الحدث الذي من شأنه أن يصبح واحدًا من اللحظات الحاسمة العديدة للعلاقات البولندية الروسية في المستقبل. والواقع أن موسكوفيا، التي تحولت الآن إلى الإمبراطورية الروسية، قامت بالانتقام من خلال استغلال الكومنولث الضعيف والاستيلاء على الأراضي المتنازع عليها وتوسيع حدودها غربًا في أعقاب الحرب الروسية البولندية (1654-67)، ثم شاركت لاحقًا في تدمير الكومنولث أثناء حرب الطوفان السويدية. مع بداية القرن الثامن عشر، ومع تدهور نظام الكومنولث السياسي (الحرية الذهبية) الذي أدّى إلى ظهور اللا سلطوية، كان الروس قادرين على التدخل في الشؤون البولندية الداخلية كيفما شاءوا، أي سياسيًا وعسكريًا. حوالي منتصف القرن الثامن عشر، من الممكن مقارنة تأثير نفوذ السفراء والمبعوثين من روسيا إلى بولندا مع نواب الملك الاستعماريين إذ كان الروس ينظرون إلى الكومنولث على أنه شكل من أشكال الحماية.
مع فشل اتحاد بار المعارض للنفوذ الروسي السياسي والعسكري في بولندا، تم تقاسم بولندا الأول في عام 1772 تلاه التقسيم الثاني الثالث. بحلول عام 1795، أدّت التقسيمات الثلاثة إلى محو بولندا من خريطة أوروبا. ومثلما عبّر نواك، ثمّة «مبررًا جديدًا للحركة الاستعماية ر الروسية جمع قوته من فكر التنوير»: فقد صوّر المؤلفون الرّوس بولندا المحتلة على أنها بلد لا سلطوي خطير كان لابد من قمع أفكاره الكاثوليكية والديمقراطية من قِبَل جيرانه الأكثر استنارة». على مدى السنوات 123 المقبلة من تاريخ بولندا، كان جزء كبير من السكان البولنديين والأراضي السابقة خاضعة لحكم الإمبراطورية الروسية. ومع ذلك، كانت بولندا تمرّ بفترة من الانتعاش الثقافي والسياسي بعد التقسيم الأول الذي بلغ ذروته في دستور الثالث من مايو عام 1791 وانتفاضة تاديوش عام 1794. انحاز العديد من المغتربين والمتطوعين البولنديين إلى جانب الجمهورية الفرنسية الأولى وبالإمبراطورية الفرنسية الأولى في صراعهما مع نفس القوى (روسيا والنمسا وبروسيا) التي كانت قد قسمت بولندا. بعد عام 1815، وقعت عدة انتفاضات (أبرزها انتفاضة نوفمبر وانتفاضة يناير) وكان ذلك في محاولة لاستعادة الاستقلال البولندي ووقف التقسيم الروسي والسياسات المماثلة بهدف إزالة أي آثار للحكم البولندي السابق أو التأثير الثقافي البولندي، لكن بولندا لم تستعد استقلالها (بوصفها الجمهورية البولندية الثانية) إلا في أعقاب الحرب العالمية الأولى.

### في الوقت الحالي
بدأت العلاقات البولندية الروسية الحديثة بسقوط الشيوعية – عام 1989 في بولندا (اتفاقية التضامن والمائدة المستديرة البولندية) وعام1991 في روسيا (تفكك الاتحاد السوفييتي). مع حكومة ديمقراطية جديدة بعد انتخابات عام 1989، استعادت بولندا السيادة الكاملة، وما كان يشكل الاتحاد السوفييتي، أصبح الآن 15 دولة مستقلة حديثًا (ولايات ما بعد الاتحاد السوفييتي)، بما في ذلك الاتحاد الروسي. إن العلاقات بين بولندا وروسيا الحديثة تعاني من الصعود والهبوط المستمرين. ومن بين القضايا التي يُعاد النظر فيها باستمرار حقيقة مفادها أن بولندا ابتعدت عن منطقة النفوذ الروسي (الانضمام إلى حلف شمال الأطلسي والاتحاد الأوروبي) واتباع سياسة مستقلة، بما في ذلك إقامة علاقات هامة مع دول ما بعد الاتحاد السوفييتي؛ فعلى سبيل المثال، كانت بولندا أول دولة تعترف باستقلال أوكرانيا، ذلك أن الدعم البولندي لثورة البرتقال المؤيدة للديمقراطية في عام 2004 ضد المرشح الرئاسي الموالي لروسيا فيكتور يانوكوفيتش في أوكرانيا قد أسفر عن أزمة مؤقتة في العلاقات البولندية الروسية.
في بعض الأحيان، تتفاقم العلاقات بسبب ذكرى الأحداث التاريخية المزعجة واحتفالات الذكرى السنوية، مثل عندما يطرح الساسة البولنديون قضية اعتذار روسيا عن الغزو السوفييتي ومجزرة كاتين (وهو ما يعتبره العديد من المواطنين والسياسيين البولنديين إبادة جماعية، إلا أن المسؤولين الروس يشيرون إليه بوصفه جريمة حرب وليس إبادة جماعية)، أو على مدى العقود اللاحقة من الاحتلال السوفييتي؛ ينتقد الروس بدورهم عدم شكر البولنديين على التحرر من الاحتلال النازي. خلال التسعينات، قوبلت المساعدة التي منحتها الحكومة البولندية والوكالات المدنية لأعضاء الحركة الانفصالية لجمهورية إشكيريا الشيشانية بانتقادات من قِبَل السلطات الروسية. في عام 2009، كان هناك جدل حول الحكومة الروسية ووسائط الإعلام الحكومية التي تنشر ادعاءات بأن بولندا، التي وقعت اتفاقات عدم اعتداء مع الاتحاد السوفييتي وألمانيا النازية في أوائل الثلاثينات، قد لعبت دورًا في تقسيم تشيكوسلوفاكيا بعد اتفاق ميونيخ، وأن ألمانيا النازية وإمبراطورية اليابان والجمهورية البولندية الثانية قد تحالفوا أو كانوا بنية التحالف ضد الاتحاد السوفييتي قبل الحرب العالمية الثانية. وقد ندّد الساسة والدبلوماسيون البولنديون بهذه المزاعم باعتبارها محاولة للتنقيح التاريخي.
تشمل القضايا الأخرى الهامة في العلاقات البولندية الروسية الأخيرة تقديم تأشيرات للمواطنين الروس وخطط منظمة حلف شمال الأطلسي لإنشاء موقع مضاد للصواريخ في بولندا وخط أنابيب نورد ستريم (ما زالت بولندا، التي تستورد أكثر من 90% من النفط و60% من الغاز من روسيا، تشعر بالقلق إزاء أمن الطاقة الذي يهدد خط الأنابيب بتقويضه) وهذا يدل على التأثير البولندي على العلاقات بين الاتحاد الأوروبي وروسيا ومختلف القضايا الاقتصادية (الحظر الروسي على الواردات الغذائية البولندية). ومنذ تفكك الاتحاد السوفييتي واستعادة ليتوانيا وأوكرانيا وبيلاروس استقلالها، تم استبدال الحدود البولندية الروسية بحدود مع البلدان المعنية، لكن ما يزال هناك حدود بطول 210 كم بين بولندا وأوبلاست كالينينغرادسكايا.

## مقارنة بين البلدين
هذه مقارنة عامة ومرجعية للدولتين:
| وجه المقارنة                                              | بولندا                                                                             | روسيا                                   |
| --------------------------------------------------------- | ---------------------------------------------------------------------------------- | --------------------------------------- |
| المساحة (كم2)                                             | 312.68 ألف                                                                         | 17.08 مليون                             |
| عدد السكان (نسمة)                                         | 38.43 مليون                                                                        | 146.80 مليون                            |
| الكثافة السكانية (ن./كم²)                                 | 122.91                                                                             | 8.59                                    |
| العاصمة                                                   | وارسو                                                                              | موسكو                                   |
| اللغة الرسمية                                             | اللغة البولندية                                                                    | اللغة الروسية                           |
| العملة                                                    | زلوتي بولندي                                                                       | روبل روسي                               |
| الناتج المحلي الإجمالي (بليون دولار)                      | 524.51 مليار                                                                       | 1.58 تريليون                            |
| الناتج المحلي الإجمالي (تعادل القوة الشرائية) بليون دولار | 1.02 تريليون                                                                       | 3.69 تريليون                            |
| الناتج المحلي الإجمالي الاسمي للفرد دولار أمريكي          | 12.55 ألف                                                                          | 9.09 ألف                                |
| الناتج المحلي الإجمالي للفرد دولار أمريكي                 | 26.14 ألف                                                                          |                                         |
| مؤشر التنمية البشرية                                      | 0.843                                                                              | 0.798                                   |
| رمز المكالمات الدولي                                      | +48                                                                                | +7                                      |
| رمز الإنترنت                                              | .pl                                                                                | .ru، .рф، .рус ‏، .su                    |
| المنطقة الزمنية                                           | توقيت وسط أوروبا، ت ع م+01:00، ت ع م+02:00، أوروبا/وارسو ‏، توقيت وسط أوروبا الصيفي | Magadan Time ‏، ت ع م+02:00، ت ع م+12:00 |

## مدن متوأمة
في ما يلي قائمة باتفاقيات التوأمة بين مدن بولندية وروسية:
- ترتبط غورجوف ويلكوبولسكي مع سارانسك باتفاقية توأمة منذ 2001.[20][20][20][21]
- ترتبط Ostrów Mazowiecka [الإنجليزية]‏ مع ريازان باتفاقية توأمة.[22]
- ترتبط سووبسك مع أرخانغلسك باتفاقية توأمة.
- ترتبط وارسو مع غروزني باتفاقية توأمة منذ 1989.
- ترتبط راسيبورز مع كالينينغراد باتفاقية توأمة منذ 2002.
- ترتبط بياويستوك مع إيركوتسك باتفاقية توأمة منذ 1994.[23][23][23][24]
- ترتبط كونين مع بريانسك باتفاقية توأمة منذ 2003.[25][25]
- ترتبط البلنغ مع بالتييسك باتفاقية توأمة منذ 1994.[26][26][26][26]
- ترتبط غروجونتس مع تشيرنياخوفسك باتفاقية توأمة.
- ترتبط Kamienna Góra [الإنجليزية]‏ مع آيفانغورود باتفاقية توأمة.
- ترتبط سرادية مع سارانسك باتفاقية توأمة.
- ترتبط أوبولي مع بيلغورود باتفاقية توأمة منذ 1993.[27][28][29][30]
- ترتبط غدينيا مع بالتييسك باتفاقية توأمة منذ 1999.[26][31][32][33]
- ترتبط Dębno [الإنجليزية]‏ مع كورسك باتفاقية توأمة.
- ترتبط لوبلين مع أومسك باتفاقية توأمة منذ 11 سبتمبر 1999.[34][34]
- ترتبط بوتسك مع مايتشي باتفاقية توأمة منذ 1972.
- ترتبط رادوم مع أوزايوري باتفاقية توأمة منذ 26 سبتمبر 1992.
- ترتبط جولنيوف [الإنجليزية]‏ مع غوريفسك باتفاقية توأمة.
- ترتبط Mrągowo [الإنجليزية]‏ مع زيلينوغرادسك باتفاقية توأمة.
- ترتبط تورون مع كالينينغراد باتفاقية توأمة منذ 2011.[35][36][37][38]
- ترتبط سيدلس مع كيروف باتفاقية توأمة.
- ترتبط Łuków [الإنجليزية]‏ مع غروزني باتفاقية توأمة.
- ترتبط شتشين مع مورمانسك باتفاقية توأمة منذ 16 أكتوبر 1990.[39][39][39][39]
- ترتبط Pabianice [الإنجليزية]‏ مع غوسيف باتفاقية توأمة.
- ترتبط Kętrzyn [الإنجليزية]‏ مع سفتلي باتفاقية توأمة.
- ترتبط فيغورجيفو مع تشيرنياخوفسك باتفاقية توأمة.
- ترتبط Kętrzyn County [الإنجليزية]‏ مع كالينينغراد باتفاقية توأمة منذ 2009.
- ترتبط Górowo Iławeckie [الإنجليزية]‏ مع باغراشينوفسك باتفاقية توأمة.
- ترتبط زابجه مع كالينينغراد باتفاقية توأمة منذ 1983.
- ترتبط ليشنو مع كالوغا باتفاقية توأمة منذ 1984.
- ترتبط بلونسك [الإنجليزية]‏ مع فولغوغراد باتفاقية توأمة.
- ترتبط Gołdap [الإنجليزية]‏ مع غوسيف باتفاقية توأمة.
- ترتبط Bartoszyce [الإنجليزية]‏ مع باغراشينوفسك باتفاقية توأمة.
- ترتبط أولشتين مع كالينينغراد باتفاقية توأمة منذ 5 مارس 1993.[24][35][40][41]
- ترتبط جيلينيا جورا مع فلاديمير باتفاقية توأمة منذ 1993.
- ترتبط سووالكي مع تشيرنياخوفسك باتفاقية توأمة.
- ترتبط كووبجك مع فيودوسيا باتفاقية توأمة.
- ترتبط لوبيز مع إيسترا باتفاقية توأمة.
- ترتبط بنجن مع إيجيفسك باتفاقية توأمة.
- ترتبط تشَيڤ مع كورسك باتفاقية توأمة منذ 1990.
- ترتبط Brzeg Dolny [الإنجليزية]‏ مع تشيرنياخوفسك باتفاقية توأمة.
- ترتبط نيسا مع بالتييسك باتفاقية توأمة منذ 2002.
- ترتبط غنيزنو مع سرغيايف بوساد باتفاقية توأمة.
- ترتبط Gmina Korsze [الإنجليزية]‏ مع باغراشينوفسك باتفاقية توأمة.
- ترتبط Bełchatów [الإنجليزية]‏ مع سوفتسك باتفاقية توأمة منذ 2013.
- ترتبط اشوينواويشتشه مع سفتلي باتفاقية توأمة.
- ترتبط Piła [الإنجليزية]‏ مع كرنشتات باتفاقية توأمة منذ 1996.
- ترتبط كراكوف مع غروزني باتفاقية توأمة منذ 19 أغسطس 1998.[42][42][42][42]
- ترتبط غدانسك مع سانت بطرسبرغ باتفاقية توأمة منذ 1990.[43][43][44][45]
- ترتبط وودج مع أومسك باتفاقية توأمة منذ 28 نوفمبر 2003.[46][46][47][47]

## منظمات دولية مشتركة
يشترك البلدان في عضوية مجموعة من المنظمات الدولية، منها:
| علم المنظمة | اسم المنظمة                        | تاريخ انضمام بولندا | تاريخ انضمام روسيا |
| ----------- | ---------------------------------- | ------------------- | ------------------ |
|             | المنظمة الهيدروغرافية الدولية      | ?                   | ?                  |
|             | منظمة الشرطة الجنائية الدولية      | ?                   | 27 سبتمبر 1990     |
|             | الاتحاد البريدي العالمي            | 1 مايو 1919         | ?                  |
|             | منظمة التجارة العالمية             | 1 يوليو 1995        | 22 أغسطس 2012      |
|             | الفريق المعني برصد الأرض           | ?                   | ?                  |
|             | مجموعة الموردين النوويين           | ?                   | ?                  |
|             | مؤسسة التنمية الدولية              | 28 أكتوبر 1960      | 16 يونيو 1992      |
|             | اتفاقية السماوات المفتوحة          | ?                   | ?                  |
|             | منظمة الأمن والتعاون في أوروبا     | 25 يونيو 1973       | 1992               |
|             | مؤسسة التمويل الدولية              | 29 ديسمبر 1987      | 12 أبريل 1993      |
|             | مجلس أوروبا                        | 26 نوفمبر 1991      | 28 فبراير 1996     |
|             | منظمة حظر الأسلحة الكيميائية       | ?                   | ?                  |
|             | الأمم المتحدة                      | 24 أكتوبر 1945      | 24 أكتوبر 1945     |
|             | الاتحاد الدولي للاتصالات           | 1921                | 1866               |
|             | البنك الدولي للإنشاء والتعمير      | 27 يونيو 1986       | 16 يونيو 1992      |
|             | وكالة ضمان الاستثمار متعدد الأطراف | 29 يونيو 1990       | 29 ديسمبر 1992     |
|             | مجلس دول بحر البلطيق               | ?                   | ?                  |
|             | نظام تحكم تكنولوجيا القذائف        | 1998                | 1995               |
|             | يونسكو                             | 6 نوفمبر 1946       | 21 أبريل 1954      |

## أعلام
هذه قائمة لبعض الشخصيات التي تربطها علاقات بالبلدين:
- أندري تاركوفسكي (4 أبريل 1932[56][57][58] – 29 ديسمبر 1986[57][59][60])
- إليزابيث إمبراطورة روسيا (18 ديسمبر 1709 – 25 ديسمبر 1761)
- إيغور سترافينسكي (مؤلف موسيقي روسي، 18 يونيو 1882[61] – 6 أبريل 1971[61][62][63])
- إيفان بونين (كاتب وشاعر روسي، 10 أكتوبر 1870 – 8 نوفمبر 1953[64][65][66])
- بيتر الثالث (10 فبراير 1728 – 6 يوليو 1762)
- بيوتر كابيتسا (فيزيائي روسي، 26 يونيو 1894[67][68][69] – 8 أبريل 1984[67][68][70])
- دميتري شوستاكوفيتش (12 سبتمبر 1906[71] – 9 أغسطس 1975[71][72][73])
- سيرجي كوروليوف (مهندس صواريخ سوفيتي، 30 ديسمبر 1906 – 14 يناير 1966[74])
- قسطنطين تسيولكوفسكي (عالم روسي - سوفيتي في مجال ارتياد الفضاء، 5 سبتمبر 1857 – 19 سبتمبر 1935[75][76][77])
- كاثرين الأولى (5 أبريل 1684 – 6 مايو 1727)
- مارينا تسفيتايفا (8 أكتوبر 1892[78][79][80] – 31 أغسطس 1941[80][81][82])
- نيكولاي لوباتشيفسكي (رياضياتي روسي، 20 نوفمبر 1792[83] – 12 فبراير 1856[83])

## معرض صور

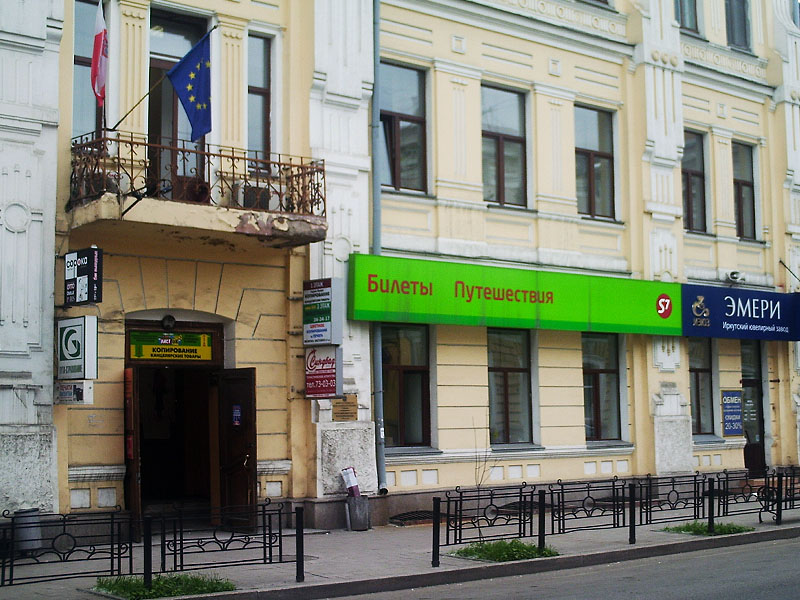
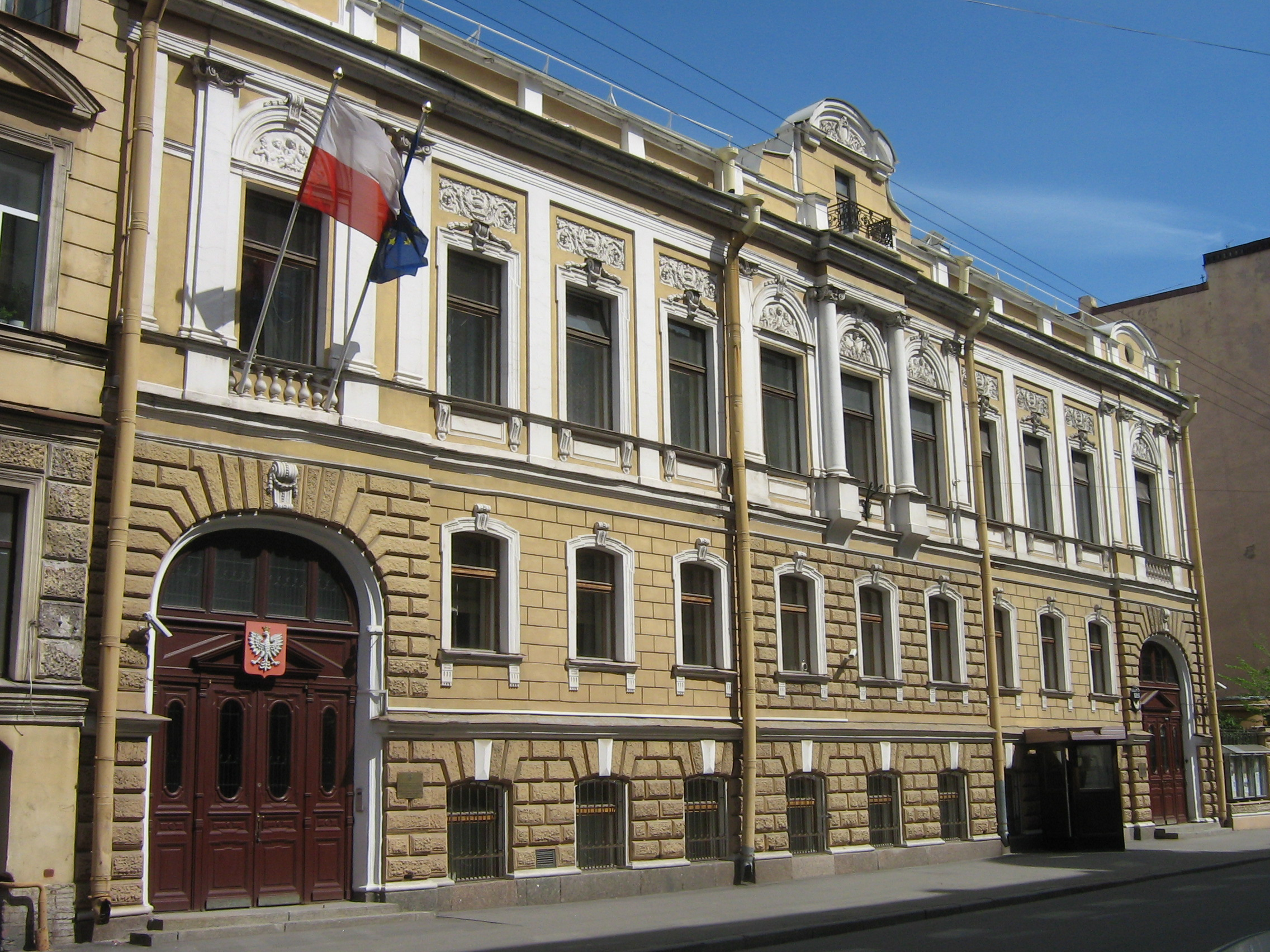
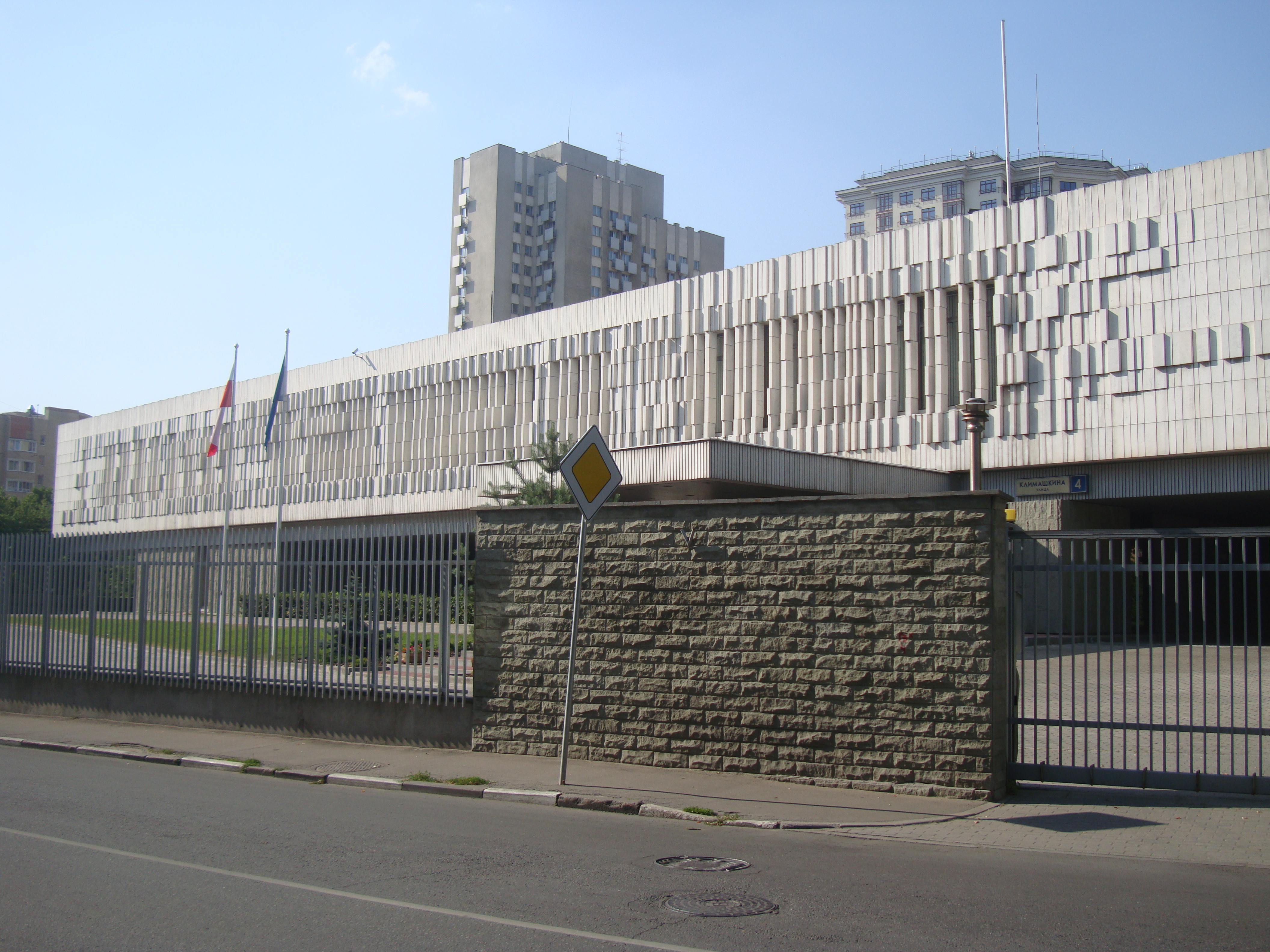

## وصلات خارجية
- موقع وزارة الخارجية البولندية
- موقع وزارة الخارجية الروسية